# Яндекс Практикум
Я́ндекс Пра́ктикум — сервис онлайн-обучения, запущенный компанией Яндекс в 2019 году. Пользователи имеют возможность освоить цифровую профессию с нуля или овладеть новыми навыками для дальнейшего профессионального развития, а также получить высшее образование на программах, реализуемых совместно с вузами-партнёрам. Также в Яндекс Практикуме представлено направление корпоративного обучения. По состоянию на 2025 год платформа располагала более чем 150 обучающими программами по более 50 цифровым профессиям.
Яндекс Практикум готовит аналитиков данных, веб-разработчиков, бэкенд-разработчиков, инженеров по тестированию, специалистов по data science, дизайнеров, маркетологов и управленцев в IT. С момента запуска сервиса количество его выпускников превысило 100 тысяч.
С 2023 года обучающие программы Яндекс Практикума представлены в Казахстане.
Генеральный директор (CEO) — Илья Курмышев.

## История
По словам основателя Яндекс Практикума Михаила Яновича, проект появился благодаря значительному росту объёма рынка образования в России (более 38,5 млрд руб по итогам 2019 года и предполагаемый рост 12—15 % в год), а также накоплению компанией Яндекс существенных объёмов прикладных образовательных технологий, экспертизы и цифровых продуктов. Яндекс Практикум был запущен в феврале 2019 года в партнёрстве со Школой анализа данных (основана в 2007 году). В бета-тестах обучающих программ помимо разработчиков участвовали сотрудники компании Яндекс. Изначально Яндекс Практикум предлагал только курсы фронтенд- и веб-разработки и вводный курс по аналитике данных, к концу 2019 года добавились ещё программы бэкенд-разработки, Data Science и тестирования. В сентябре 2019 года Яндекс Практикум появился в США под брендом Practicum by Yandex. В 2020 году запущено направление английского языка от Яндекс Практикума для широкого круга людей с разным уровнем владения языком, а также бесплатная Школа наставников (текущее название — Школа экспертов).
В 2023 году Яндекс Практикум совместно с вузами открыл онлайн-программы бакалавриата и магистратуры, а также Грейд — образовательную платформу для обучения сотрудников цифровым навыкам, на которой представлены курсы по более чем 1000 компетенций. В августе 2023 года Яндекс Практикум запустил обучение в Казахстане.
По состоянию на февраль 2025 года Яндекс Практикум располагал более чем 150 курсами, ориентированными на смену профессии, развитие отдельных навыков и получение высшего образования. В 2025 году логотип сервиса был обновлён.
Яндекс Практикум поддерживает два бренд-медиа: онлайн-журналы «Код» и «Кинжал». «Код» — это журнал о технологиях и программировании, который помогает преодолеть барьер на входе в информационные технологии. «Кинжал» — это медиа, посвящённое soft skills: саморазвитию, психологическому здоровью, рабочей этике и дисциплине. Запуском обоих изданий занимался Максим Ильяхов.

## Обучающие программы
В 2020 году Яндекс Практикум предлагал обучение по 13 программам, как для начинающих с нуля, так и для желающих повысить свою квалификацию в профессии. К 2025 году число доступных курсов превысило 150.
Многие программы для начинающих имеют бесплатный вводный курс, который позволяет студенту понять, интересна ли ему та или иная специализация.
Яндекс Практикум оказывает своим студентам содействие при поисках и устройстве на работу. За 2 месяца до окончания учебной программы студентам даётся возможность присоединиться к карьерному треку: составить под руководством HR-специалистов резюме, подготовиться к собеседованию, а также пообщаться со специалистами из крупных компаний. По собственным данным компании, около 70 % выпускников Яндекс Практикума успешно трудоустраиваются в среднем через 3-5 месяцев после окончания обучения.

## Смена профессии
Курсы Яндекс Практикума позволяют освоить новую IT- или digital-профессию. По ним представлено более 60 программ продолжительностью от 1 до 20 месяцев. Среди них — курсы по программированию, анализу данных, дизайну, маркетингу и менеджменту.
Яндекс Практикум регулярно запускает курсы по новым профессиям. Например, в конце 2024 года было объявлено о запуске программы «Специалист по информационной безопасности», рассчитанного на подготовку студентов с нуля.
Для тех кто задумался о смене специальности, Яндекс Практикум совместно с МГУ предлагают пройти бесплатный профориентационный тест.
В 2022 году Яндекс Практикум вместе с Яндекс Едой запустил программу по обучению курьеров IT-профессиям. Яндекс оплатил им 90% от стоимости курсов и помог в трудоустройстве.

## Высшее образование
В 2023 году Яндекс Практикум совместно с российскими вузами запустил программы бакалавриата и магистратуры по анализу данных и программированию. В 2024 году были запущены магистерские программы по финансовому анализу, управлению IT-продуктами и DevOps. Все они реализуются в онлайн-режиме и состоят из теоретической части и блока практической работы. Также студенты проходят стажировки в крупных IT‑компаниях.
На 2025 год в Практикуме представлены программы онлайн-магистратуры по прикладной информатике («Кибербезопасность», «Фронденд- и бэкенд-разработка», «DevOps-инженер облачных сервисов») и бизнес-информатике («Управление IT-продуктами»). Большинство магистратур предполагают выбор из нескольких направлений, а программа «Фронтенд- и бэкенд-разработка» адаптирована под разные уровни подготовки студентов.

## Корпоративное обучение
С 2020 года Яндекс Практикум предоставляет возможность корпоративного обучения. Компании могут приобрести для сотрудников курсы как по освоению профессии с нуля, так и для повышения квалификации.
Мы постоянно встраиваем в образовательный процесс новые решения, которые удобны и компаниям, и их сотрудникам. Для студентов мы обновляем библиотеки навыков, позволяем построить обучение так, как им удобно. Работодателям мы даем возможность управлять образовательным процессом команд: назначать необходимые курсы, видеть результаты и получать аналитикуИлья Курмышев, CEO Яндекс Практикума
В 2023 году Яндекс Практикум запустил Грейд — образовательную платформу для измеримого роста сотрудников, в рамках которой доступно обучение по более чем 1000 навыков. Кроме того, предусмотрено прохождение тестирования до и после выбранного курса. У работодателей есть возможность самостоятельно назначить сотруднику определённую программу. На платформе Грейд есть личные кабинеты для HR-специалистов, где они могут отслеживать успеваемость сотрудников своих компаний. Главное отличие корпоративных курсов Яндекс Практикума — в итерационности, позволяющей после прохождения тестирования проработать только определённые, недостаточно усвоенные навыки.
Руководитель B2B-направления в Яндекс Практикуме Галина Лебедова регулярно выступает с докладами о том, как организовать корпоративное обучение и создать культуру развития в компании.

## Повышение квалификации
Яндекс Практикум разрабатывает курсы, ориентированные не только на смену профессии, но и на повышение квалификации. Сервис создаёт их самостоятельно или с партнёрами.
В 2021 году Яндекс Практикум запустил совместную программу Executive product management с бизнес-школой «Сколково». Она позволяет получить такие компетенции, как лидерство, гибкость в подходах, разработка и трансформация «в процессе» стратегий и бизнес-моделей, создание цифровых продуктов под конкретные задачи, стоящие перед компанией.
Помимо платного обучения Яндекс Практикум периодически запускает бесплатные программы для повышения грамотности населения и бизнеса в разных областях:
- курс по работе с нейросетями[31],
- курс по повышению цифровой грамотности[32],
- курс по работе с персональными данными[33],
- курс по социальной рекламе[34][35].

Также платформа проводит бесплатные вебинары.

## Английский язык
В 2020 году Яндекс Практикум запустил собственные курсы по английскому языку. В их числе программы, ориентированные как на широкую аудиторию, так и на IT-специалистов.
Занятия на курсах направления английского ведут преподаватели со всего мира, имеющие подтверждённый сертификат о педагогическом или лингвистическом образовании. Команда английского от Яндекс Практикума отошла от классической схемы, когда занятия ведёт постоянный репетитор, и ввела регулярную смену тренеров для разговорных сессий. Пользователи могут выбрать продолжительность занятий — от 30 до 90 минут — и их частоту. Помимо этого, предусмотрен отдельный тариф, ориентированный на разговорную практику — он позволяет не планировать график занятий на месяцы вперед, так как записаться на них можно непосредственно перед началом. Эти уроки проходят в формате 15-минутных видеозвонков с преподавателями. Также всем пользователям доступны интерактивные тренажёры.

## Особенности обучения
Главной особенностью работы Яндекс Практикума создатели называют собственную автономную среду обучения с полным погружением, в которой студенты могут сразу применять полученные знания на практике.
Теоретический этап занятий студенты закрепляют на онлайн-тренажёрах и в интерактивных упражнениях. Затем обучающиеся выполняют самостоятельные проектные задания, которые проверяются специалистами сервиса. Весь контент, программы и тексты созданы авторами Яндекс Практикума.
В зависимости от выбранной профессии, курс длится от 1 до 20 месяцев и стоит от 17 до 280 тысяч рублей. Кроме этого, существует бесплатный вводный 20-часовой курс, который предназначен для того, чтобы пользователи понимали, готовы ли они тратить время и деньги на обучение. Платформа предусматривает разные способы оплаты курсов: частями, в кредит или через компанию — работодатель может покрыть стоимость учёбы полностью или разделить её со студентом. В направлении английского языка действует другая система оплаты — занятия можно оплачивать «пакетами». К такому подходу пришли не сразу, а после того, как лучше изучили возможности и потребности студентов.
Работу студентов контролирует команда наставников. Они проверяют работы, помогают разобраться в сложностях, а также, будучи специалистами в области задания, обучают собственным профессиональным приёмам. Кроме того, команда сопровождения помогает в подготовке резюме и с поиском вакансий. В самом конце курса студенты пишут дипломную работу и получают документ, подтверждающий получение образования. Участники программ Яндекс Практикума выделяют подход команды проекта к системе обучения, в частности круглосуточную образовательную и психологическую поддержку.
Наставничество в команде Яндекс Практикума имеет место как на курсах, так и внутри коллектива, что и стало предпосылкой создания Школы Наставников.
53 % студентов приходят в Яндекс Практикум по рекомендациям друзей и знакомых. Сервис развивает собственное сообщество выпускников, а также для них проводится такое мероприятие как «IT-продлёнка»: очная встреча в Москве с онлайн-трансляцией, лекциями сотрудников Яндекса, наставников и выпускников.

## Мастерская
Для представителей бизнеса и НКО у Яндекс Практикума есть Мастерская, в рамках которой студенты под руководством наставников бесплатно разрабатывают проекты под заказ. В Мастерской работают над различными задачами в сферах программирования, дизайна, маркетинга и анализа данных. Заказчики получают бесплатные решения, а студенты — опыт и проекты в портфолио. В Мастерской реализовано более 240 проектов.
Примерами сотрудничества Мастерской и НКО служат проекты для платформы интеллектуального волонтёрства ProCharity, сообщества доноров DonorSearch, фонда «Обнажённые сердца» и ассоциации «Большая Байкальская тропа».

## Доказательное образование
В своей работе Яндекс Практикума применяет доказательный подход к обучению. Он подразумевает конструирование образовательного процесса на основе доказательств, полученных научным методом. В первую очередь, это подразумевает проведение регулярных статистических исследований, в частности, сфокусированных на успеваемости студентов, эффективности образовательных методик. В процессе таких исследований проводится сбор и анализ цифровых данных.
Руководитель «Лаборатории образовательных технологий» в Яндекс Практикуме Мария Ковалёва регулярно выступает с докладами о доказательности в подходах компании. В качестве метафоры она приводит т. н. «пирамиду доказательности», в основе которой должны лежать надёжные и валидные данные, устойчивость каркаса обеспечивает культура принятия решения на их основе, а венчает всю конструкцию получение новых знаний.
Дмитрий Аббакумов, бывший главный психометрик компании, говорит о «трёх китах» доказательного образования:
- качественные данные;
- валидные математические модели;
- интерпретируемость и прозрачность[54].

В 2025 году в издательстве «МИФ» вышла книга Дмитрия Аббакумова «Психометрика в EdTech: первые шаги», в которой автор подробно рассматривает вопросы доказательности и измерений в образовании.
Образованию будущего нужна среда, где технологии становятся инструментами поддержки человеческих усилий. Пространство, где преподаватели вдохновляют на развитие, а студенты становятся активными творцами своего пути. В этом контексте психометрика — это не просто наука, а гуманистический инструмент, превращающий данные в ресурс для раскрытия человеческих возможностей и создания осмысленного обучения.Дарья Золотухина, HRD и руководитель направления «Образование, развитие талантов и технологий для общества» в Яндексе
В феврале 2025 года Яндекс Практикум выпустил короткометражный фильм о страхе смены профессии «Кризис среднего взрослого». В ленте доктор биологических наук, профессор МГУ Вячеслав Дубынин объясняет, как устроен мозг, почему возникают трудности при получении новых навыков и как с этим справляться, а психолог Валентина Русакова даёт рекомендации, как справляться с вызовами, связанными с переходом в новую специальность.

## Искусственный интеллект в обучении
В 2023 году Яндекс Практикум внедрил генеративные подсказки от YandexGPT для помощи студентам в процессе обучения. По заявлениям Яндекса, это первый случай применения больших языковых моделей в сфере IT-образования в России. На платформе доступны три функции — «Уточнить у нейросети», «Краткий пересказ» и проверка кода. YandexGPT интегрирована в практические тренажёры: нейросеть помогает найти ошибки в коде и объясняет их.
Функция «Уточнить у нейросети» позволяет запросить объяснение выделенного непонятного фрагмента другими словами. «Краткий пересказ» формирует выжимку изученного материала.

## Показатели деятельности
Инвестиции в запуск Яндекс Практикума компания не раскрывает, по словам экс-руководителя образовательных сервисов Яндекса Ильи Залесского, «цели окупить проект за определённое время нет, но есть цель выполнять KPI по привлечению новых студентов и цель по их трудоустройству в будущем».
Согласно исследованию Института образования НИУ ВШЭ, две трети опрошенных выпускников Яндекс Практикума, которые получили там профессии, связанные с IT, начинали обучение, чтобы сменить сферу деятельности, при этом 71,1 % нашли работу по новой специальности, треть из них сумели сделать это во время учебы. 61,7 % респондентов стали больше зарабатывать.
Обычно оценка качества образования ограничивается измерением полученных навыков и компетенций, но взрослые приходят учиться с разной мотивацией — это необходимо учитывать.Евгений Терентьев, директор Центра социологии высшего образования ВШЭ
При этом, из тех участников исследования Института образования НИУ ВШЭ, кто ранее не имел технического образования, трудоустроиться удалось 78 %. Получили работу 70 % тех, у кого не было опыта в IT, и 61 % выпускников старше 40 лет.
По состоянию на март 2025 количество выпускников Яндекс Практикума составляет более 100 тысяч.
Совместное исследование Яндекс Практикума и HeadHunter, проведённое в 2025 году, показало, что джуниор-специалисты, окончившие курсы платформы, получают в среднем на 38 % больше приглашений на собеседование, чем кандидаты с основным и высшим образованием, не проходившие программы ДПО.

## Репутация и рейтинги
По результатам исследования, представленным международной исследовательской компанией Ipsos в феврале 2024 года, Яндекс Практикум стал одним из лидеров по такому показателю как индекс потребительской лояльности (Net Promoter Score, NPS). Его рейтинг составил 64/100.
Согласно рейтингу EdTech-компаний, который составляет агентство Smart Ranking, Яндекс Практикум занимает на рынке четвёртое место по объёму выручки и удерживает эту строчку с 2021 года. В 2020 году компания занимала шестое место.

## Награды и премии
Яндекс Практикум:
2025
- Конкурс «Главреда» — второе место в номинации «Огонь», третье место в номинации «Деньги».
- Премия в области образования «Я знаю: EdTech» — победа в номинации «Лучшее решение в языковом образовании»[66].

2024
- Ежегодная национальная премия «Сравни» — победа в номинации «Лучшая программа трудоустройства студентов»[67].
- Премия School of Education Award (SEA) — победа в номинации «Лучший образовательный опыт / корпоративное обучение» (проект «Школа наставников»)[68].

2023
- Конкурс по аналитике социальных медиа «Хрустальный шар» — приз зрительских симпатий с кейсом «Фантастические UGC и где они обитают»[69].
- Премия Edtech Awards — победа в номинациях «EdTech-компания года» и «Внедрение технологий» (за внедрение YandexGPT)[70].
- Премия интеллектуального волонтёрства ProCharity — победа в номинации «PROсвещение года»[71].
- Премия АКМР Digital Communication Awards — победа в номинации «Digital-проекты и стратегии: B2С-кампании». Премии удостоен лендинг-симулятор «В мире Практикума», разработка digital-агентства «Палиндром»[72].

2022
- Премия интеллектуального волонтёрства ProCharity — победа в номинации «PROрыв года 2021»[73][74].

Бренд-медиа «Код»:
2023
- АКМР Digital Communication Awards — шорт-лист в номинации «Web-медиа»[75].
- АКМР Лучшее корпоративное медиа — победа в номинации «Лучшее медиа в сфере технологий и телекоммуникаций»[76].
- Премия «Апостол» — серебро в номинации «Лучшая интеграция бренда»[77].
- Рейтинг Рунета — награда в номинации «СМИ, издательства»[78].
- Tagline Awards — победа в номинации «Бренд-медиа».

Бренд-медиа «Кинжал»:
2023
- АКМР Digital Communication Awards 2023 — победа в номинации «Контент-маркетинг»[75].
- АКМР Лучшее корпоративное медиа — победа в номинации «Лучшее контент-решение».
- Премия «Апостол» — победа в номинации «Лучший телеграм-канал» и в спецноминации «Лучшее бренд-медиа»[77].
- Премия «Серебряный Меркурий» — победа в номинации «Лучшие B2C бренд-медиа».
- Рейтинг Рунета — шорт-лист в номинации «СМИ, издательства»[78].

## Процесс создания курсов
Над запуском каждого курса работает более 10 человек: продакт-менеджер, методист, техлид, авторы (опытные программисты), редактор, иллюстратор, корректор, контент-менеджер, тестировщики, фидбэк-менеджер.
Авторами программ для цифровых профессий выступают практикующие разработчики, аналитики и специалисты по data science, маркетологи и дизайнеры это, в том числе, сотрудники Яндекса, а также специалисты ВШЭ, X5, Gett и.т.д. Они работают над контентом, который затем дорабатывается методистами, разбирающимися в особенностях обучения взрослых, и редакторами, а также тестируется перед выпуском к потребителям.

## Критика и конкуренты
Главными конкурентами «Практикума» на edtech-рынке являются Skyeng, Skillbox, «Компьютерная академия Top», «Актион Университет», Ultimate Education, «Нетология». Одно из конкурентных преимуществ онлайн-курсов от Яндекса — прикладные знания и погружение в рабочие процессы (написание кода в Visual Studio Code, загрузка сайта на GitHub и другое).
Как и многие из образовательных ресурсов, Яндекс Практикум для быстрой отработки навыков использует тренажёры. Однако, по словам Ильи Залесского, тренажёра по Python в России до Яндекс Практикума не было. Ещё одной отличительной особенностью Яндекс Практикума является процедура наставничества для развития soft skills. Так, в Udacity, например, от этого отказались, оставив только ревью (проверку качества написанного кода). Основатель HTML-Academy Александр Першин, в свою очередь, утверждает, что такой формат хорош с точки зрения экономики, однако в таком случае ученик получает меньше обратной связи.
В плане длительности и стоимости курсов, Яндекс Практикум схож с рядом российских конкурентов («Нетология», SkillFactory):
Мы полностью согласны с позицией «Яндекс.Практикума» по поводу величины курсов и отсутствия их «разбивки». Мы уверены в том, что людям нужно предлагать не маленькие курсы, а целые траектории освоения профессии от и до.Алексей Полехин, руководитель направления «Программирование» в «Нетологии»
По поводу того, что нельзя заплатить за отдельную часть учебного курса — они абсолютно правы. Сейчас всем важен образовательный результат, даже если речь идет об обучении в формате хобби. Если человек хочет какой-то «кусок» материала, он будет вне учебного процесса.Павел Астафуров, сооснователь SkillFactory
Но есть и противники такого метода. В HTML-Academy считают, что нужно разбивать курсы на более короткие блоки, так как у каждого ученика своя скорость обучения и разный начальный уровень.